# 2006年チェコ議会上院選挙
2006年チェコ議会上院選挙（2006ねんチェコぎかいじょういんせんきょ）は、中欧地域に位置するチェコ共和国の立法府上院である元老院を構成する議員を改選するため、2006年10月に投票が行われた選挙である。81名中3分の1にあたる27名が改選された。

## 選挙制度の概要
定数：81議席
- 選挙制度：小選挙区制（2回投票制）
  - 第1回投票：絶対多数の得票を得た候補が当選。絶対多数の得票を得た候補がいない場合は、1週間後に二回目の投票が行われる。
  - 第2回投票：第1回投票における上位候補2名で行われ、相対多数の得票を得た候補が当選。
- 選挙区：81選挙区（3分の1を2年毎に改選）
- 選挙権：18歳以上のチェコ共和国の国民
- 被選挙権：21歳以上のチェコ共和国の国民

## 選挙結果
- 投票日
  - 第1回投票：10月20日～21日
  - 第2回投票：10月27日～28日

|            | 第1回     | 第2回     |
| ---------- | --------- | --------- |
| 登録有権者 | 2,780,914 | 2,781,827 |
| 投票者数   | 1,170,474 | 576,630   |
| 投票率     | 42.09%    | 20.73%    |
| 投票数     | 1,140,247 | 576,292   |
| 有効投票数 | 1,063,614 | 574,555   |
| 有効投票率 | 93.28%    | 99.7%     |

| 党派                                              | 議席数 |
| ------------------------------------------------- | ------ |
| 市民民主党 ODS                                    | 14     |
| チェコ社会民主党 ČSSD                             | 6      |
| キリスト教民主連合-チェコスロバキア人民党 KDU-ČSL | 4      |
| 州のための独立系市長 "NSK"                        | 1      |
| 開かれた社会のための党 SOS                        | 1      |
| 独立系候補 NK                                     | 1      |
| 合計                                              | 27     |

| 上院会派                                          | 議席数 | 議席率 |
| ------------------------------------------------- | ------ | ------ |
| 市民民主党 ODS                                    | 41     | 50.6   |
| チェコ社会民主党 ČSSD                             | 12     | 14.8   |
| キリスト教民主連合-チェコスロバキア人民党 KDU-ČSL | 11     | 13.6   |
| 開かれた民主政 Otevřená demokuracie               | 8      | 9.9    |
| 独立候補連盟（無所属会派） SNK                    | 7      | 8.6    |
| 無所属                                            | 2      | 2.5    |
| 合計                                              | 81     |        |

- 出典
  - Volební účast v obvodech za 1. a 2. kolo（チェコ統計局）2010年4月22日閲覧
  - 中田瑞穂「チェコ上院選挙結果」。ポスト社会主義諸国の政党・選挙データベース作成研究会編『ポスト社会主義諸国　政党・選挙ハンドブックⅡ』（京都大学地域研究統合情報センター）、17～19頁
- 注：選挙結果は、選挙のために登録された選挙政党（volební strana）に依るものである。また選挙後の会派は、議員の所属会派に依るものであるため、「選挙政党」と所属会派は必ずしも一致するものではない。なおNK（独立系候補）は、選挙政党。
- 政党の正式名称（チェコ語）
  - 市民民主党 ODS＝Občanská demokratická strana
  - チェコ社会民主党 ČSSD＝Čsl.sociální demokracie
  - キリスト教民主連合-チェコスロバキア人民党 KDU-ČSL＝Křesťanská a demokratická unie–Československá strana lidová
  - 州のための独立系市長 "NSK"＝"Nezávislí starostové pro kraj"
  - 開かれた社会のための党 SOS＝Strany pro otevřenou společnost
  - 独立候補 NK＝Nezávislí kandidáti